# Кауфман Михайло Якович
Мехл (Михо́ел) Ко́йфман (в США — Ка́уфман; псевдоніми: К. Міхоел, Мікаело; їд. ק. מיכאל або מיכל 19 серпня 1881, Ліпкани, Хотинський повіт, Бессарабська губернія — 23 березня 1946, Ньюарк, США) — єврейський журналіст, перекладач, письменник та медик. Писав на ідиш.

## Біографія
Мехл Койфман народився в Бессарабії бессарабському єврейському містечку Липкани (тепер в Бричанському районі Молдови) в сім'ї заможного посесора Янкла Койфмана, хасид штефанештського ребе, та його дружини Іти Койфман (?-1938). Навчався в хедері в Липканах, потім в російській гімназії в Кишинів і на медичному факультеті Берлінський університет імені Гумбольдта Берлінського університету. Дебютував оповіданням в 1905 рік, публікував вірші та фейлетони в Одеському виданні «Унтервейгнс».
Практикував медицину в Берліні, де в 1909 рік одружився з дочкою Шолом-Алейхема Ляле. Там же в 1911 рік народилася дочка Койфмана Белла, майбутня письменниця Кауфман, Бел | Бел Кауфман.
З початком Першої світової війни повернувся до Росії, оселився в Одесі. Тут познайомився з Х. М. Бяликом і почав писати на медичні теми у місцевих російських та єврейських газетах під псевдонімом Мікаело. Випустив у своєму перекладі на ідиш книгу Бяліка «Ширей-Ам» («Народні пісні») з передмовою самого Бяліка.
Незабаром був мобілізований до російської армії, служив на румунському фронті; в 1917 ріку повернувся до Одеси, де продовжив медичну практику у своєму будинку на Рішельєвській вулиці, 57. Там же щоп'ятниці збиралися представники єврейської інтелігенції міста, в тому числі поети Х. Н. Бялик, Бен-Амі та Х.Равницький.
У 1923 рік поїхав з дружиною і двома дітьми в США, влаштувався в Ньюарку (штат Нью-Джерсі), де пройшов медичну резидентуру і залишився практикувати.
Разом з дружиною, Лялей Кауфман (Сара Соломонівна Рабінович, 1887—1964), став регулярним співробітником Нью-Йоркської щоденної газети «Форвертс» (Вперед), підписувався псевдонімом К. Міхоел", яким тепер у тій самій газеті користується журналіст Михайло Крутіков.
Публікував вірші, статті на медичні теми в журналі «Фортшрит» та фейлетони в гумористичному тижневику «Дер Гройсер Кундес» (Великий пустун); також співпрацював з журналами «Цукунфт» («Майбутнє»), «Фрайє арбетер штіме» («Вільний робочий голос»), «Най-ідиш» («Новий ідиш»), «Федер» (Перья), «Шикаге» (Чикаго) та іншими американськими виданнями. У журналі «Кунес» опублікував серію авторизованих перекладів віршів Х. М. Бяліка. Разом з І. Д. Берковичем брав участь у підготовці збірки спогадів про свій тест Шолом-Алейхема («Дос Шолем-Алейхем-Бух» — книга Шолом-Алейхема), який вийшов у Нью-Йорке 1926 ріку (перевиданий у 1958 ріку).
Його сестра Бася (Берта) Койфман була одружена з письменником Мордхе Спектором (1858—1925), інша сестра Удл (Адель) — за письменником Давидом Пінським.